# Leucochroma jamaicensis
Leucochroma jamaicensis là một loài bướm đêm trong họ Crambidae.